# Stavropoljska Sovjetska Republika
Stavropoljska Sovjetska Republika (ruski: Ставропольская Советская Республика) je bila bivša sovjetska republika u RSFSR-u.
Ustanovljena je 1. siječnja 1918. godine na ozemlju Stavropoljske gubernije nekadašnje carske Rusije. Postojala je kao takva sve do 7. srpnja 1918. godine, kada je spojena u Sjevernokavkasku Sovjetsku Republiku
Glavni grad joj je bio Stavropolj.